# Джеймс Батлер, 1-й граф Ормонд

Герб графів Ормонд.

Герб Батлерів.

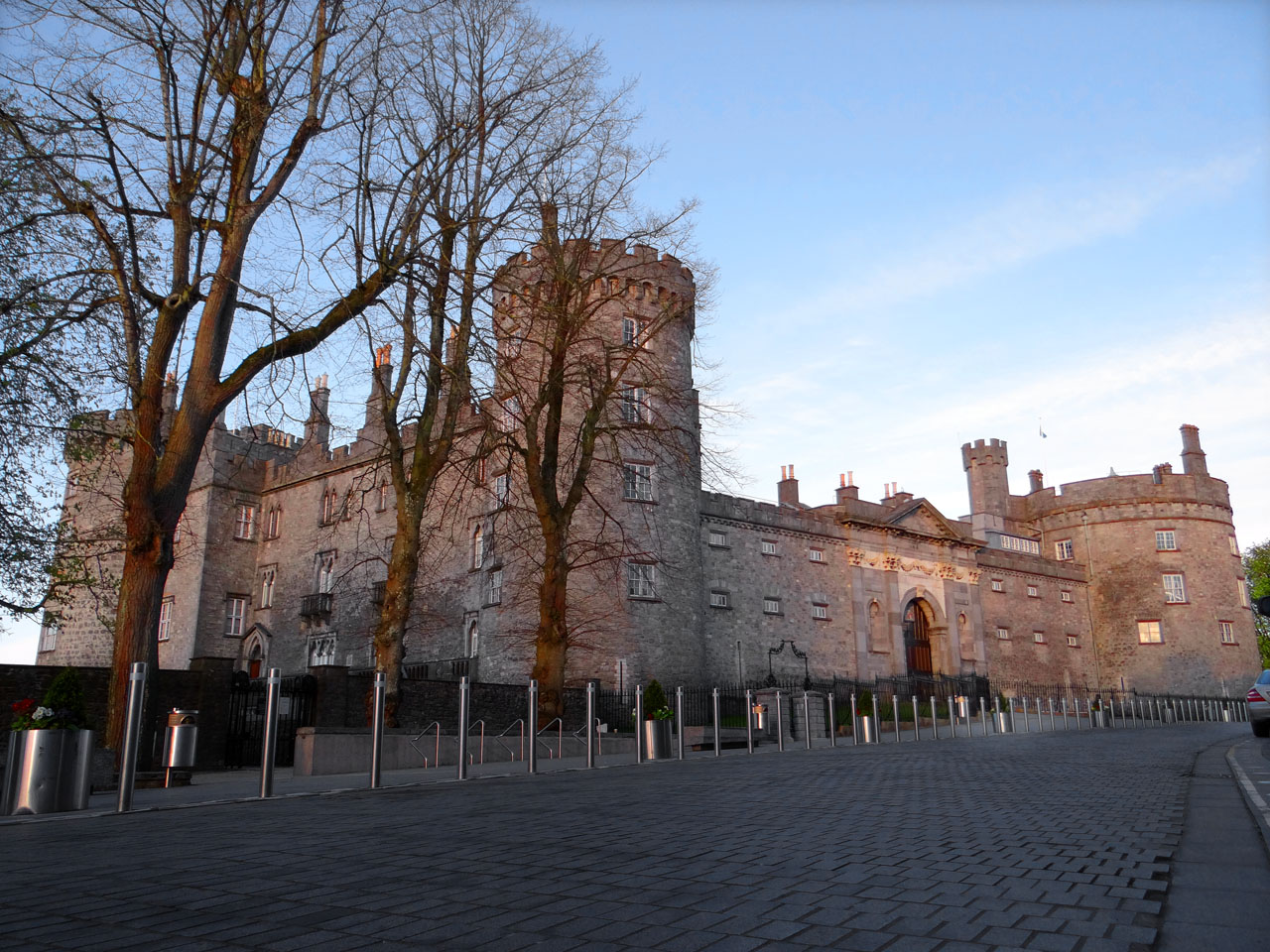
Замок Кілкенні.

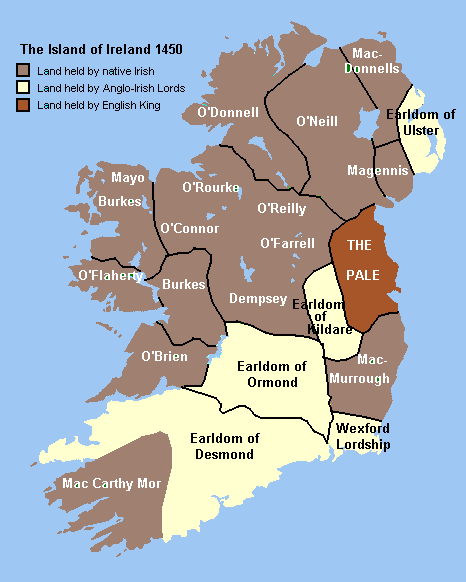
Володіння графів Ормонд в Ірландії в 1450 році.

Джеймс Батлер (англ. James Butler, 1st Earl of Ormond; 17 жовтня 1304 — 6 січня 1338) — І граф Ормонд, ірландський аристократ англійського походження, пер Ірландії. Він народився в Арклоу, графство Віклоу, Ірландія, а помер у Говрані, графство Кілкенні, Ірландія.

## Життєпис

### Походження
Джеймс Батлер був сином Едмунда Батлера, графа Керріка (1268 — 13 вересня 1321), юстиціарія Ірландії та Джоан ФітцДжеральд, графині Керрік. Його бабусею та дідусем по батьківській лінії були Теобальд ле Ботільєр (1242—1285) — син Теобальда ле Ботільєра та Маргері де Бург та Джоан ФітцДжон (ФітцГеффрі) (пом. 4 квітня 1303 р.), що була донькою Джона ФіцДжоффрі, лорда Шеру, юстиціарія Ірландії та Ізабель Бігод. Його дідом по материнській лінії був Джон Фітц-Томас Фіц-Джеральд, І граф Кілдер, що одружився з Бланш де ля Рош.

### Титули
Після смерті батька в 1321 році єдиним спадковим титулом, який отримав Джеймс, був титул головного дворецького Ірландії. Як VII головний дворецький, він успадкував титул від свого предка Теобальда Фітцвальтера або Теобальда Батлера, чиї наступники прийняли прізвище Батлер. Спадкова посада дворецького Ірландії була однією з особливо близьких Короні Англії, відповідно до якої Теобальд і його наступники повинні були бути присутніми на коронації королів Англії. Через сім років Джеймс Батлер був винагороджений за свою особливу вірність королю Англії графським титулом. Його благодійник, молодий король Едуард III, призначив його першим графом Ормонд за патентом від 2 листопада 1328 року в Солсбері (король проводив там парламент) з платою за створення в розмірі 10 фунтів на рік. Через сім днів патентом, датованим у Воллінгфорді, враховуючи його послуги та щоб він міг краще підтримувати честь, король надав Джеймсу королівські права, свободи, гонорари лицарів та інші королівські привілеї щодо графства Тіпперері, а також правом бути палатином у цьому графстві довічно.
Приблизно в той самий час, у вересні 1328 року, король призначив Роджера Мортімера І графом Марч, що незабаром викликало гнів тих, хто був найбільш лояльним до корони.
У 1336 році Джеймс Батлер заснував чоловічий монастир Каррік-Бегг (місто на річці Шур навпроти Керрік-он-Шур) для францисканських ченців. 3 червня того ж року він передав ченцям свій замок і маєток Каррік, які вони зайняли в день свята святих Петра і Павла (29 червня).

### Родина
У 1327 році Джеймсу Батлеру запропонували укласти шлюб, згідно з яким він отримав у придане замок і садибу Кілпек, Херефорд, на все життя. Він одружився з Елеонорою де Богун (1304—1363), донькою IV графа Герефорд, та принцеси Єлизавети, дочки короля Англії Едуарда I. У Джеймса та Елеонори було шестеро дітей, четверо з яких пережили дитинство:
- Енн Батлер (1328—1329)
- Елеанор Батлер (?)
- Джон Батлер (народився і помер немовлям у 1330 році)
- Елізабет Батлер (1330—1392) — вийшла заміж (після 20 липня 1359) за Джеральда ФітцДжеральда, графа Десмонд, сина Моріса ФіцТомаса, графа Десмонда та Авеліни ФіцМоріс, і мала дітей.
- Джеймс Батлер, ІІ граф Ормонд (4 жовтня 1331 — 18 жовтня 1382) — одружився з Елізабет Дарсі, донькою Джона Дарсі, І барона Дарсі де Кнайта, лорд-судді Ірландії, і Джоан де Бург, і мав нащадків. Він народився в Кілкенні та був переданий під опіку 1 вересня 1344 року (його батько, Джеймс Батлер, помер у 1338 році), Морісу, графу Десмонду, за штраф у 2306 марок; а потім до сера Джона Дарсі, що одружив його зі своєю дочкою Елізабет. Сина Джеймса Батлера називали благородним графом через те, що він походив із королівської родини через матір.
- Пернел Батлер (1332 — 23 квітня 1368), вийшла заміж за Гілберта Телбота, ІІІ барона Телбота, сина Річарда Телбота, ІІ барона Телбота та Елізабет де Комін, і мала нащадків. Вони були предками леді Мод Парр, матері королеви-консорта Кетрін Парр.

Наступники Джеймса Батлера носили титул граф Ормонд, який пізніше був об'єднаний з вищим титулом герцога Ормонд. Графи та герцоги Ормонд володіли палатинськими правами в графстві Тіпперері до прийняття Закону про графство Тіпперері 1715 року.